# フランク徴候
フランク徴候（フランク・ちょうこう）とは、耳朶を後下方に走る深い皺をみとめる所見のこと。英語圏では「earlobe crease」とも呼ばれる。

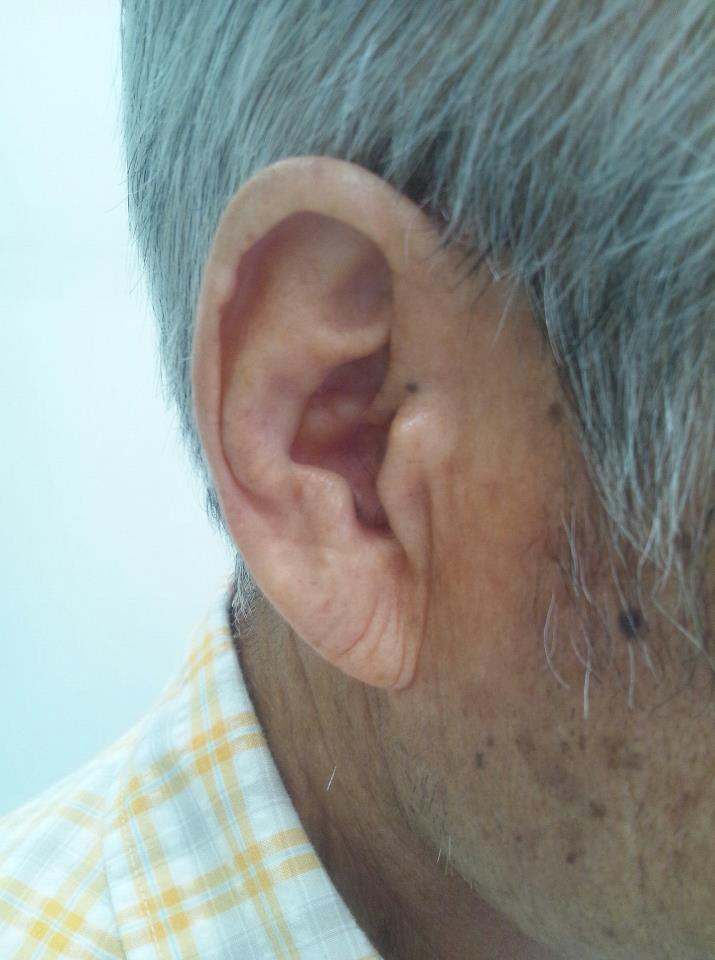
日本人狭心症患者にみられたフランク徴候

## 意義
冠動脈疾患と関連すると1973年報告された。しかし東洋人、ネイティブ・アメリカン、Bechwith-Wiedemann症候群では当てはまらないともいわれている。

感度 51.3%, 特異度 84.8%, 陽性的中率 89.4%, 陰性的中率 41.2% との報告もある。